# オックスフォード版シェイクスピア全集

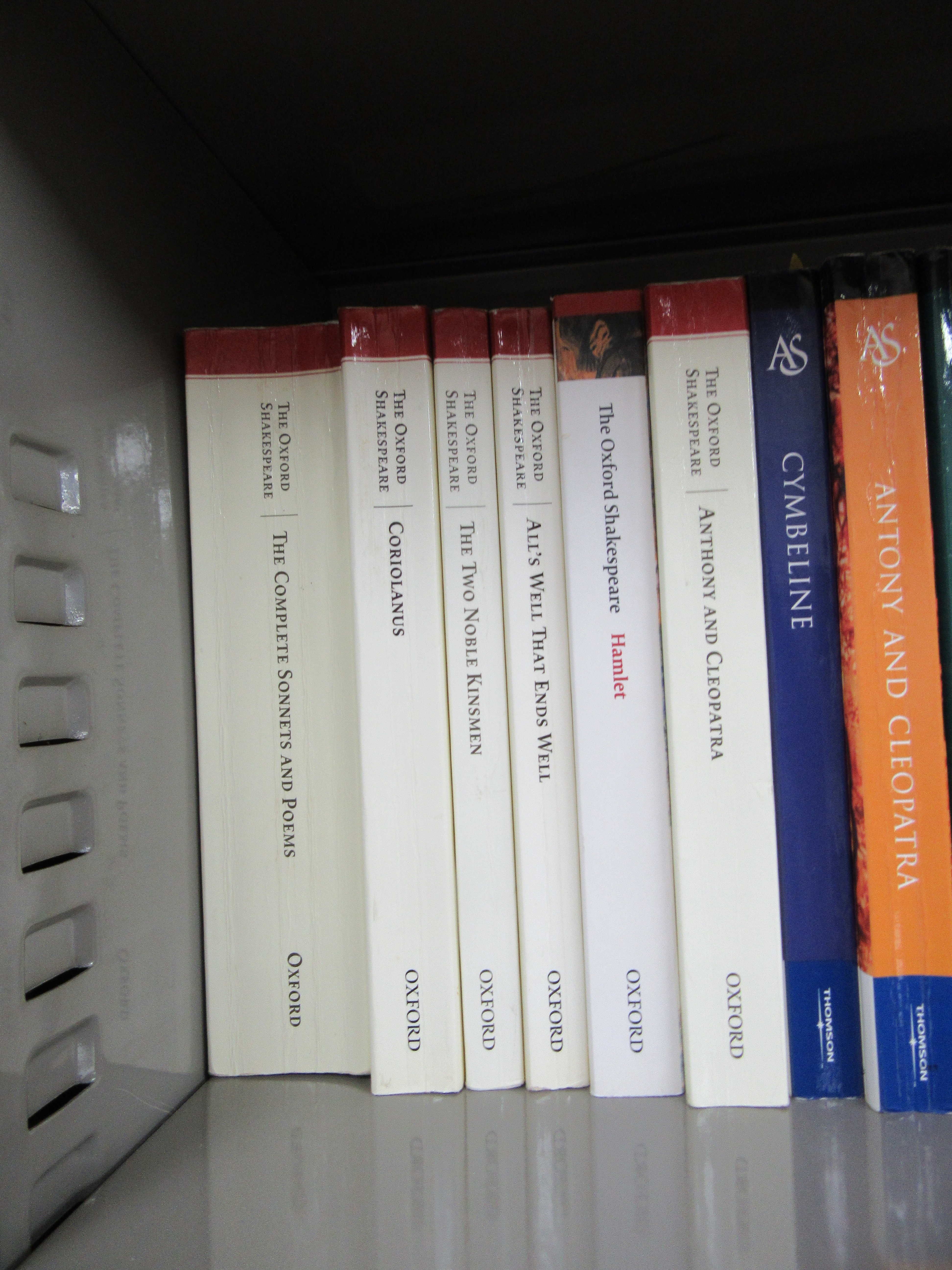
オックスフォード版シェイクスピアの戯曲・詩集ペーパーバック

『オックスフォード版シェイクスピア全集』（オックスフォードばんシェイクスピアぜんしゅう、The Oxford Shakespeare: The Complete Works）は、オックスフォード大学出版局が出版しているウィリアム・シェイクスピアの全集。オックスフォード大学出版は他にもWilliam Shakespeare: A Textual Companion、William Shakespeare: An Old-Spelling Editionを刊行していて、総称してThe Oxford Shakespeareと呼ばれる。The Oxford Shakespeareの編集主幹はスタンリー・ウェルズ（Stanley Wells）とゲイリー・テイラー（Gary Taylor）である。

## 前史
オックスフォード大学出版局は1891年にはじめてシェイクスピア全集を発行している。タイトルはThe Complete Worksであり、ウィリアム・ジェイムズ・クレイグ(William James Craig)が編者をつとめ、現代英語の綴りを用いた一巻本であった。この1891年のテクストは現在The Oxford Shakespeareとして知られているシリーズと直接の関係はなく、新しいシリーズは別個に編纂されたものである。

## 全集の概要
『オックスフォード版シェイクスピア全集』は1986年初版、全1巻で綴りは現代英語である。シェイクスピアの全戯曲、全詩、さらに伝記風の序説が含まれる。それぞれの作品に1ページの序説がついている。注記はないが、本の最後に用語集がついている。
他のシェイクスピア全集と異なるのは初版のテキストより、むしろ初演された時のテキストを提供しようと試みている点である。それは多くの論争の的となる選択をもたらした。たとえば、『ハムレット』では最初の上演の後にシェイクスピアが追加したという根拠からいくつかの名台詞が消されている。『リア王』では現存する2つのテキストの間に重大な差異があることから、それぞれのテキストを紹介している。『ヘンリー四世 第1部』では、印刷では変えられているが初演では使われたという歴史的証拠から「フォルスタッフ」の名前を「オールドカースル」に「戻している」。
『オックスフォード版シェイクスピア全集』はシェイクスピアの「合作説」を強調した最初のものである。『マクベス』、『尺には尺を』、『アテネのタイモン』はトマス・ミドルトンの改訂もしくは合作、『ペリクリーズ』はジョージ・ウィルキンス（George Wilkins）との合作、『ヘンリー六世 第1部』は数人の誰かわからない劇作家たちとの合作、『ヘンリー八世 (シェイクスピア)』と『二人の貴公子』はジョン・フレッチャーとの合作とした。さらに伝統を破って、ジャンルによって分けるのではなく年代順に紹介した。
2007年に出版された第2版には、シェイクスピアの文章が含まれている可能性のある『サー・トマス・モア』および部分的にシェイクスピアが書いたと信じられている『エドワード三世』の全文が追加された。
W・W・ノートン社（W. W. Norton & Company）が出版している『ノートン版シェイクスピア』は大きくはオックスフォード版のテキストに基づいているが、オックスフォード版の決定の一部は外している。

## 他のシリーズ
The Oxford Shakespeareには他に次の2つが含まれる。
- William Shakespeare: A Textual Companion - 戯曲の研究者のための追加データが提供されている。
- William Shakespeare: An Old-Spelling Edition - オリジナルの綴りで紹介している。

The Oxford Shakespeareという語はオックスフォード大学が出しているシェイクスピア劇・詩の個々の版も指す。個々の版は全集と同じ方針だが、それぞれの編者たちはもし強くそう感じるのなら、全集の選択を拒むことが許されている。たとえば、デヴィッド・ベヴィントン（David Bevington）編の『ヘンリー四世 第1部』は「オールドカースル」ではなく「フォルスタッフ」を使っている。ハードカバー版は紫色のブックカバーが特徴で、ペーパーバック版は古典文学のOxford World's Classicsのデザインに従っている。

## 個別の戯曲刊本
オックスフォード大学出版局が刊行しているシェイクスピアの個別の戯曲や詩のエディションとしては、以下の作品が刊行されている。タイトル後に記載した人名は編者である。
- ヘンリー五世 (1982) Gary Taylor
- じゃじゃ馬ならし (1982) H.J. Oliver
- トロイラスとクレシダ (1982) Kenneth Muir
- タイタス・アンドロニカス (1984) Eugene M. Waith
- ジュリアス・シーザー (1984) Arthur Humphreys
- ハムレット  (1987) G.R. Hibbard
- ヘンリー四世 第1部(1987) David Bevington
- テンペスト (1987) Stephen Orgel
- 二人の貴公子  (1989) Eugene M. Waith
- ジョン王 (1989) A.R. Braunmuller
- 恋の骨折り損 (1990) G.R. Hibbard
- マクベス (1990) Nicholas Brooke
- ウィンザーの陽気な女房たち (1990) T.W. Craik
- 尺には尺を (1991) N.W. Bawcutt
- 終わりよければ全てよし (1993) Susan Snyder
- お気に召すまま (1993) Alan Brissenden
- 空騒ぎ (1993) Sheldon P. Zitner
- ヴェニスの商人  (1993) Jay L. Halio
- アントニーとクレオパトラ (1994) Michael Neill
- コリオレイナス (1994) R.B. Parker
- 十二夜 (1994) Roger Warren & Stanley Wells
- 夏の夜の夢 (1995) Peter Holland
- 冬物語 (1996) Stephen Orgel
- ヘンリー四世 第2部 (1998) René Weis
- シンベリン  (1998) Roger Warren
- ヘンリー八世 (1999) Jay L. Halio
- ロミオとジュリエット (2000) Jill L. Levenson
- リア王 (2000) Stanley Wells
- リチャード三世 (2000) John Jowett
- ヘンリー六世 第3部 (2001) Randall Martin
- ソネット集と詩 (2002) Colin Burrow
- ヘンリー六世 第2部 (2002) Roger Warren
- 間違いの喜劇 (2002) Charles Whitworth
- ヘンリー六世 第1部 (2003) Michael Taylor
- ペリクリーズ　(2004) Roger Warren
- アテネのタイモン (2004) John Jowett
- オセロー (2006) Michael Neill
- ヴェローナの二紳士  (2008) Roger Warren
- リチャード二世 (2011) Anthony B. Dawson & Paul Yachnin

2011年に『リチャード二世』が公刊され、正典は全て刊行済みとなった。ただし『エドワード三世』と『サー・トマス・モア』が刊行されていない。